# پترسبرگ (زاکسونی)-آنهالت
پترسبرگ (زاکسونی)-آنهالت (به آلمانی: Petersberg) یک منطقهٔ مسکونی در آلمان است که در زالهکرایس واقع شده‌است. پترسبرگ ۱۰٬۶۵۷ نفر جمعیت دارد.